# Episodi di And Just Like That... (seconda stagione)
La seconda stagione della serie televisiva And Just Like That..., composta da undici episodi, è stata distribuita dal servizio streaming statunitense Max dal 22 giugno al 24 agosto 2023.
In Italia, la stagione è andata in onda in prima visione sul canale satellitare Sky Serie dal 23 giugno al 25 agosto 2023.
| nº | Titolo originale                    | Titolo italiano                             | Pubblicazione USA | Prima TV Italia |
| -- | ----------------------------------- | ------------------------------------------- | ----------------- | --------------- |
| 1  | Met Cute                            | Belle per il Met                            | 22 giugno 2023    | 23 giugno 2023  |
| 2  | The Real Deal                       | Il vero affare                              | 22 giugno 2023    | 23 giugno 2023  |
| 3  | Chapter Three                       | Capitolo tre                                | 29 giugno 2023    | 30 giugno 2023  |
| 4  | Alive!                              | Viva!                                       | 6 luglio 2023     | 7 luglio 2023   |
| 5  | Trick or Treat                      | Dolcetto o scherzetto                       | 13 luglio 2023    | 14 luglio 2023  |
| 6  | Bomb Cyclone                        | Vecchi e nuovi amori                        | 20 luglio 2023    | 21 luglio 2023  |
| 7  | February 14th                       | 14 febbraio                                 | 27 luglio 2023    | 28 luglio 2023  |
| 8  | A Hundred Years Ago                 | Cento anni fa                               | 3 agosto 2023     | 4 agosto 2023   |
| 9  | There Goes the Neighbourhood        | Addio al quartiere                          | 10 agosto 2023    | 11 agosto 2023  |
| 10 | The Last Supper Part One: Appetizer | L'ultima cena. 1ª parte: antipasto          | 17 agosto 2023    | 18 agosto 2023  |
| 11 | The Last Supper Part Two: Entree    | L'ultima cena. 2ª parte: portata principale | 24 agosto 2023    | 25 agosto 2023  |

## Belle per il Met
- Titolo originale: Met Cute
- Diretto da: Michael Patrick King
- Scritto da: Michael Patrick King e Susan Fales-Hill

### Trama
Carrie e il suo produttore del podcast di Sex and the City, Franklyn, si danno appuntamento "tutti i giovedì". Carrie si destreggia tra chi portare al Met Gala come suo "più uno", poi si trova in una situazione disastrosa quando il suo vestito fatto su misura non le sta bene. Così decide di inossare il suo abito da sposa Vivienne Westwood per l'evento. Miranda, abituata a vivere a Los Angeles, cerca di tenersi occupata mentre Che lavora per lunghe ore in studio e si esibisce nei club. Che è sconvolta dopo che gli è stato chiesto di perdere peso per il suo pilota televisivo. Seema rompe con Zed dopo aver appreso che vive ancora con la sua ex moglie, anche se chiarisce che hanno i loro alloggi. Nya, separata da Andre, lo chiama, desiderando un incontro sexy su FaceTime, solo per scoprire che è con una donna, che lui sostiene essere una collaboratrice musicale. Carrie, non pronta per una relazione stabile, è a disagio quando Franklyn la invita a un evento sociale.
- Guest star: William Abadie (Zed), Gary Dourdan (Toussaint Feldman), Bobby Lee (Jackie Nee), LeRoy McClain (Andre Rashad Wallace), Abby McEnany (BD), Walter Belenky (Mark), Ivan Hernandez (Franklyn), Elijah Jacob (Herbert Wexley Jr.), Bethlehem Million (Smoke), Ricardo Rojas (Juan Jose), Andrea Syglowski (Biz).

## Il vero affare
- Titolo originale: The Real Deal
- Diretto da: Michael Patrick King
- Scritto da: Michael Patrick King e Susan Fales-Hill

### Trama
Carrie e la produttrice Chloe si scontrano su una pubblicità di un prodotto vaginale per il podcast di Carrie. Lisa è spaventata dall'idea che la madre prepotente di Herbert venga a trovarli. Charlotte è sconvolta dal fatto che Lily abbia venduto i suoi costosi abiti firmati a un negozio di moda usato per acquistare una tastiera elettrica. Alla fine accetta che Lily stia maturando e abbia priorità mutevoli. Nya e Andre discutono della riconciliazione, ma Nya si astiene dall'uso di un surrogato per avere figli. L'attore Tony Danza, scelto per interpretare il padre messicano-americano di Che nel pilota televisivo, è a disagio con il fatto che un italiano come lui debba interpretare un personaggio ispanico. Seema pensa di tornare con Zed finché non le chiede di investire $ 100.000 in un nuovo club. Quando Miranda rimane bloccata in spiaggia per aiutare degli ecologisti, Che manda Lyle a riprenderla: durante il viaggio Miranda scopre che Lyle è il marito di Che. Che in seguito spiega che non sono mai riusciti a divorziare. Quando tutti i podcast vengono cancellati dopo che lo studio è stato venduto a un'altra società, Carrie sente che potrebbe essere il momento di abbandonare "Sex and the City". Lei e Franklyn mettono fine alla loro relazione.
- Guest star: Oliver Hudson (Lyle), Tony Danza (se stesso), Ali Stroker (Chloe), William Abadie (Zed), LeRoy McClain (Andre Rashad Wallace), Abby McEnany (BD), Pat Bowie (Eunice Wexley), Grace Dumdaw (Eden), Ivan Hernandez (Franklyn), Keilly McQuail (Allie), Ricardo Rojas (Juan Jose).

## Capitolo tre
- Titolo originale: Chapter Three
- Diretto da: Michael Patrick King
- Scritto da: Julie Rottenberg e Elisa Zuritsky

### Trama
Carrie, registrando l'audiolibro per il suo ultimo libro, trova il capitolo sulla morte di John troppo forte emotivamente. Così mente sull'aver contratto il COVID in modo che un attore possa sostituirla nella registrazione. Seema viene aggredita e la sua borsa Birkin vintage viene rubata. Charlotte e Lisa scoprono che uno studente della scuola dei loro figli ha creato una lista di MILF ed entrambe sono lusingate di farne parte. Che è costernata dal modo in cui il suo carattere non binario viene rappresentato nello show televisivo. Lisa intervista Nya per il suo documentario, dopodiché l'ingegnere del suono di Lisa chiede a Nya di uscire. Bitsy Von Muffling dà a Carrie utili consigli su come affrontare la vedovanza. Miranda considera un tatuaggio per riflettere la persona che è ora, poi si accontenta delle sue iniziali "MH" per affermare chi è sempre stata. Un Brady sconvolto chiama Miranda da Amsterdam per dire che Luisa lo ha lasciato. Che respinge la preoccupazione di Miranda per suo figlio, ma Miranda dice a Brady di tornare a casa mentre anche lei torna a New York. Carrie conforta Lisette dopo che i suoi nuovi modelli di gioielli sono stati rubati durante una svendita di tende "pop-up". Carrie finisce di registrare l'audiolibro. Seema trova la sua amata borsa Birkin abbandonata per strada. Mentre mangiano fuori, Carrie e Seema si mescolano con alcuni australiani, con il risultato che Carrie viene contagiata seriamente dal COVID.
- Guest star: Tony Danza (se stesso), Ashlie Atkinson (Amanda), Tim Bagley (Greg), Julie Halston (Bitsy Von Muffling), Abby McEnany (BD), Katerina Tannenbaum (Lisette Alee), Glenn Wein (Gary Schneider), Wakeema Hollis (Deirdre), Jay Hunter (Bryan), dL Sams (guardia di sicurezza).

## Viva!
- Titolo originale: Alive!
- Diretto da: Michael Patrick King
- Scritto da: Julie Rottenberg e Elisa Zuritsky

### Trama
L'ex capo di Vogue di Carrie, Enid, le chiede di contribuire al suo nuovo magazine online per e sulle donne in pensione. Carrie sente di essere troppo giovane, ma poi scopre che Enid la vuole solo affinché doni $100.000 al progetto. Bitsy Von Muffling cerca di far incontrare Carrie con un uomo che sembra, in realtà, uscire con Enid. Sia Harry e Charlotte che Lisa e Herbert non vedono l'ora di trascorrere del tempo da soli dopo aver mandato i loro figli al campo estivo. Charlotte aiuta Harry con gli esercizi per rafforzare i muscoli del pavimento pelvico. Durante la loro sessione di consulenza familiare, Brady dice che vuole che Miranda e Steve divorzino. Che è tornata a New York e condivide un appartamento con l'ex marito Lyle. Che è a suo agio nell'essere intima sia con Lyle che con Miranda, anche se Miranda trova la cosa imbarazzante. La festa per il ventesimo anniversario di matrimonio di Lisa e Herbert è un fallimento dopo che Herbert non è riuscito a premere "invia" sugli inviti e Lisa si è dimenticata di ordinare la torta. Charlotte riceve un'offerta di lavoro permanente da un importante gallerista.
- Guest star: Oliver Hudson (Lyle), Victor Garber (Mark Kasabian), Gloria Steinem (se stessa), Julie Halston (Bitsy Von Muffling), Bobby Lee (Jackie Nee), Billy Dee Williams (Lawrence Todd), Candice Bergen (Enid Frick), Pat Bowie (Eunice Wexley), Elijah Jacob (Herbert Wexley Jr.), Jo Sung (dott. Ronald Chang), Adina Verson (Laurel).

## Dolcetto o scherzetto
- Titolo originale: Trick or Treat
- Diretto da: Cynthia Nixon
- Scritto da: Samantha Irby e Lucas Froehlich

### Trama
Miranda fa la spola avanti e indietro tra Brooklyn e l'appartamento di Che a Manhattan. I loro orari diversi significano che nessuna delle due dorme una notte intera con l'altra. Charlotte organizza una grande festa di Halloween per la raccolta di fondi. Seema e Carrie portano Nya in un bar di un hotel a cinque stelle per incontrare uomini. Nya incontra Ian mentre Seema si mette in contatto con un rappresentante di vendita di gin che ha problemi di disfunzione erettile. Dopo aver fatto cadere accidentalmente un uomo di nome George dalla bicicletta, Carrie lo porta al pronto soccorso. Il socio in affari di George non è contento che la relazione in erba tra George e Carrie stia interrompendo un'imminente presentazione di vendita. Charlotte è eccitata e Harry è diffidente quando a Rock viene offerto un lavoro da modella con Ralph Lauren. Nya offre a Miranda la sua stanza libera per alleviare il suo problema di pendolarismo. Che è delusa dopo aver ascoltato il feedback negativo di un focus group riguardo al suo personaggio non binario e al pilota televisivo. Carrie mette fine alla sua avventura con George.
- Guest star: Peter Hermann (George Campbell), Daniel Cosgrove (Edward), Armando Riesco (Paul Bennett), Jessica Henderson (amica di Che), Loic Mabanza (Ian), Conner Shin (rappresentante della sperimentazione).

## Vecchi e nuovi amori
- Titolo originale: Bomb Cyclone
- Diretto da: Cynthia Nixon
- Scritto da: Michael Patrick King e Rachel Palmer

### Trama
Mentre aiuta Carrie ad acquistare un nuovo computer, Seema la invita a condividere una casa in affitto in estate negli Hamptons. Miranda si stabilisce a casa di Nya mentre trascorre anche del tempo da Che. Nya chiede il divorzio da Andre. Herbert, in corsa per diventare difensore civico della città, vuole che Lisa partecipi alla sua manifestazione elettorale, che è programmata quando il MoMA la onora come regista nera. Lily sciocca Charlotte e Harry annunciando casualmente che sta per perdere la verginità con il suo ragazzo. Carrie è la relatrice principale al WidowCon, una conferenza per donne in lutto. Che, depressa per aver perso il pilota televisivo, accompagna Carrie all'evento dopo che Miranda insiste affinché Che smetta di deprimersi a casa. Una violenta tempesta di neve colpisce New York, impedendo i vari eventi di tutti. Miranda e Steve si sfogano reciprocamente e accettano di divorziare, anche se Steve rifiuta di trasferirsi. Che e Miranda decidono di comune accordo di porre fine alla loro relazione tesa mentre è ancora possibile per loro rimanere amici. Carrie invia un'e-mail al suo ex fidanzato, Aiden, che ora è divorziato e vive in Virginia.
- Guest star: Julie White (Maddie Thomas), Ashlie Atkinson (Amanda), Rachel Dratch (Kerry Moore), Asmeret Ghebremichael (Jennifer), Kate Pittard (Influencer).

## 14 febbraio
- Titolo originale: February 14th
- Diretto da: Ry Russo-Young
- Scritto da: Samantha Irby

### Trama
Aidan e Carrie decidono di incontrarsi a cena. Drew Barrymore invita Anthony e un fattorino della panetteria Hot Fellas ad apparire nel suo talk show. Anthony va nel panico quando tutti i suoi dipendenti si licenziano improvvisamente, ma Charlotte recluta un sostituto dell'ultimo minuto, un giovane poeta italiano di nome Giuseppe. Che, bisognosa di reddito, sta trasformando il suo appartamento in un Airbnb e le viene offerto il suo precedente lavoro in una clinica veterinaria. La pazienza dei genitori di Lisa viene messa alla prova quando il figlio Herbert Jr oltrepassa i limiti sessuali. Seema e Carrie prenotano appuntamenti per massaggi congiunti solo per scoprire che tutte le sessioni sono per le coppie di San Valentino. Nya trascorre San Valentino a casa, mangiando allegramente un soufflé al cioccolato. Sentendosi consumata dalla vita delle sue figlie, Charlotte accetta il lavoro presso la Mark Kasabian Gallery. Miranda incontra Amelia, una lettrice di audiolibri che Miranda ammira particolarmente per la sua serie di Jane Austen. Il loro appuntamento si risolve rapidamente quando Miranda si rende conto che Amelia vive una vita molto meno romantica di quanto immaginasse. L'appuntamento di Carrie e Aidan va bene finché non tornano all'appartamento di Carrie. Aidan si rifiuta di entrare, citando brutti ricordi al riguardo, poi decide che possono sempre incontrarsi altrove.
- Guest star: Drew Barrymore (se stessa), Miriam Shor (Amelia Carsey), Crystal Lucas-Perry (Angelica), Christina Brucato (Kayla), Patricia Black (Judy), Brandon Ford Green (dott. Bryan Jacobs), Elijah Jacob (Herbert Wexley Jr.), Fedna Jacquet (Susan), Sebastiano Pigazzi (Giuseppe).

## Cento anni fa
- Titolo originale: A Hundred Years Ago
- Diretto da: Ry Russo-Young
- Scritto da: Michael Patrick King, Julie Rottenberg e Elisa Zuritsky

### Trama
Carrie affitta l'Airbnb di Che a tempo pieno per le visite di Aidan. Carrie accetta di vedere la fattoria di Aidan a Norfolk, in Virginia, e di incontrare i suoi figli. Il supervisore di Human Rights Watch di Miranda, Raina, le assegna maggiori responsabilità rispetto alle due stagiste più giovani, che sono state assunte da più tempo. Carrie si chiede se lei e John siano stati un errore. Charlotte inizia il suo lavoro in una galleria d'arte, ma è ossessionata dall'idea di vestire il suo corpo di mezza età finché non incontra Lela, una membro dello staff a figura intera vestita in modo casual. Dopo aver appreso che Giuseppe è gay, Anthony vuole licenziarlo quando ne sente un'attrazione irresistibile. Giuseppe si dimette volontariamente per poter uscire con Anthony. Seema annulla l'affitto della casa estiva a Hampton, non volendo essere la "terza incomoda" tra Carrie e Aidan. Il socio in affari di Seema, Elliot, la esorta ad uscire con Ravi Gordi, un regista in cerca di un affitto temporaneo. Miranda esita a coprire Raina durante il congedo di maternità, temendo un conflitto con le altra due stagiste; Raina insiste di essere la più qualificata. Che e Seema incontrano Aidan e Carrie parte per la Virginia.
- Guest star: John Glover (Elliot), Armin Amiri (Ravi Gordi), Patricia Black (Judy), Courtnee Carter (Serena), Cate Hayman (Sloane), Evelyn Howe (Raina), Bonnie Milligan (Lela), Sebastiano Pigazzi (Giuseppe).

## Addio al quartiere
- Titolo originale: There Goes the Neighbourhood
- Diretto da: Julie Rottenberg
- Scritto da: Julie Rottenberg e Elisa Zuritsky

### Trama
Carrie ha incontrato i tre figli di Aidan mentre era in Virginia, ma il più giovane, l'adolescente Wyatt, le è indifferente. Carrie e Aidan lasciano l'appartamento del Che dopo che la direzione dell'edificio ha notificato che il limite di soggiorno degli ospiti è stato superato. Seema e Ravi vengono coinvolti sentimentalmente. Miranda vuole che Lily incoraggi Brady a prendere in considerazione il college. Harry pensa che il capo di Charlotte, Mark Kasabian, sia romanticamente interessato a lei. Herbert è frustrato perché Lisa perde costantemente gli eventi della sua campagna a causa del superlavoro e dell'esaurimento finché non scopre di essere incinta. I rumorosi pigiama party sessuali di Nya infastidiscono Miranda. Nya, nel frattempo, è scoraggiata dopo aver visto una foto su Instagram di André e della sua ragazza incinta, Heidi. Che incontra Toby, un potenziale interesse romantico. Anthony pensa che Giuseppe lo stia usando per ottenere la green card finché non scopre che ha già la doppia cittadinanza. Carrie decide di acquistare un nuovo appartamento in cui Aidan è disposto a restare. Charlotte dice a Miranda che sospetta che Lily e Brady stiano facendo sesso. L'ex moglie di Aidan, Kathy, chiede a Carrie di evitare di scrivere qualcosa sui suoi figli e di non ferire nuovamente Aidan.
- Guest star: Rosemarie DeWitt (Kathy), Katerina Tannenbaum (Lisette Alee), Victor Garber (Mark Kasabian), Armin Amiri (Ravi Gordi), Patricia Black (Judy), Alex Lugo (Toby), Sebastiano Pigazzi (Giuseppe), Ryan Serhant (se stesso).

## L'ultima cena. 1ª parte: antipasto
- Titolo originale: The Last Supper Part One: Appetizer
- Diretto da: Michael Patrick King
- Scritto da: Michael Patrick King

### Trama
Steve, in collaborazione con Aidan, sta aprendo uno stand gastronomico a Coney Island. Il capo di Miranda, Raina, torna al lavoro. Dopo aver venduto il suo appartamento a Lisette, Carrie organizza lì una cena d'addio gourmet. Aidan non parteciperà e anche Miranda rifiuta, volendo evitare Che, ma poi cede e decide di andare per Carrie. La gravidanza di Lisa rischia di compromettere il contratto di un suo possibile documentario sulla PBS finché non subisce un aborto spontaneo. Anthony e Giuseppe, frequentandosi, scoprono di avere differenze generazionali. Seema va nel panico dopo aver detto che ama Ravi durante il sesso. Dopo che Andre ha inviato un invito elettronico per il baby shower suo e di Heidi, Nya acquista un costoso passeggino per ricordargli di lei quando lo userà. Stanford, tramite una lettera a Carrie, fa sapere che ha intenzione di rimanere permanentemente in Giappone per diventare un monaco shintoista e dona tutti i suoi beni ad Anthony. Che si esibisce in un piccolo club di Brooklyn, senza sapere che Miranda è tra il pubblico, la quale finisce per sentire battute poco lusinghiere su di lei. Charlotte fatica a conciliare lavoro e vita domestica. Aidan riconosce i suoi precedenti errori con Carrie. Aidan torna di corsa in Virginia dopo che Wyatt è rimasto ferito.
- Guest star: LeRoy McClain (Andre Rashad Wallace), Sam Smith (se stesso), Katerina Tannenbaum (Lisette Alee), Armin Amiri (Ravi Gordi), Patricia Black (Judy), Courtnee Carter (Serena), Jessica Henderson (amica di Che), Evelyn Howe (Raina), Alex Lugo (Toby), Bonnie Milligan (Lela), Sebastiano Pigazzi (Giuseppe), Dolly Wells (Joy).

## L'ultima cena. 2ª parte: portata principale
- Titolo originale: The Last Supper Part Two: Entree
- Diretto da: Michael Patrick King
- Scritto da: Michael Patrick King

### Trama
Carrie chiama Aidan per controllare come sta Wyatt. La visita a sorpresa di Samantha per "l'ultima cena" di Carrie viene ostacolata dalla nebbia di Londra. Miranda e Steve accettano di essere amici. Charlotte, che lavora a tempo pieno, chiede che Harry sia maggiormente coinvolto nella gestione della casa. Nya viene eletta nel prestigioso American Law Institute. I rapporti si fanno più definiti durante la cena di Carrie: Giuseppe ha intenzione di tornare a Roma, ma Anthony promette di abbattere le sue barriere emotive e fisiche. Lisa e Herbert vanno avanti dopo l'aborto spontaneo di Lisa. Che e Miranda stabiliscono un'intesa amichevole. Le continue telefonate di lavoro di Ravi infastidiscono Seema. Nya incontra Toussaint Feldman, lo chef stellato prepara la cena di Carrie. Carrie presenta il suo gattino appena adottato, Shoe, agli ospiti della sua cena. Miranda sostituisce Raina in un'intervista alla BBC. Successivamente, lei e Joy, una produttrice della BBC, vanno a bere qualcosa. Aidan arriva più tardi per dire a Carrie che resterà in Virginia a tempo pieno per stare con i suoi figli. Carrie accetta di mettere in pausa la loro relazione finché il quattordicenne Wyatt non sarà più un adolescente. Carrie e Seema vanno in vacanza in Grecia.
- Special guest star: Kim Cattrall (Samantha Jones).
- Guest star: Gary Dourdan (Toussaint Feldman), Bobby Lee (Jackie Nee), Katerina Tannenbaum (Lisette Alee), Armin Amiri (Ravi Gordi), Alex Lugo (Toby), Bethlehem Million (Smoke), Sebastiano Pigazzi (Giuseppe), Dolly Wells (Joy), André De Shields (Gene).